# Palicourea bostrychostachya
Palicourea bostrychostachya är en måreväxtart som beskrevs av Julian Alfred Steyermark. Palicourea bostrychostachya ingår i släktet Palicourea och familjen måreväxter. Inga underarter finns listade i Catalogue of Life.